# Haplophthalmus kosswigi
Haplophthalmus kosswigi is een pissebed uit de familie Trichoniscidae. De wetenschappelijke naam van de soort is voor het eerst geldig gepubliceerd in 1963 door Strouhal.